# Povratak u budućnost II
Povratak u budućnost  deo (engl. Back to the Future Part II) je američki naučnofantastični film iz 1989. godine, režisera Roberta Zemekisa, koji je ponovo u saradnji sa Bobom Gejlom napisao i scenario. Nastavak je filma Povratak u budućnost i drugo je ostvarenje u istoimenom serijalu. U glavnim ulogama našla se gotovo cela postava iz prethodnog dela — Majkl Džej Foks, Kristofer Lojd, Lea Tompson i Tomas F. Vilson, dok je jedino Krispin Glaver odustao od uloge u nastavku. Film prati avanture Martija Makflaja i doktora Emeta Brauna koji vremeplovom odlaze u budućnost 2015. godine, alternativnu verziju 1985, te u 1955. u isto u vreme i mesto gde se odvija radnja prvog filma.
Film je produciran sa budžetom od 40 miliona dolara i snimljen je istovremeno sa svojim nastavkom, Povratak u budućnost III. Snimanje je počelo u februaru 1989, nakon što su dve godine bile potrošene na izgradnju scenografije i pisanje scenarija. Dvoje glumaca iz prvog filma, Krispin Glaver i Klaudija Vels, nisu se vratili; Klaudiju je u ulozi Dženifer Parker zamenila Elizabet Šu, dok je Glaverov lik, Džordž Mekflaj, ne samo minimizovan u radnji, već ga je u određenim scenama glumio Džefri Vajsman u teškoj šminki. Glaver je uspešno tužio Zemekisa i Gejla, promenivši način na koji se producenti mogu nositi sa odlaskom i zamenom glumaca u ulozi. Povratak u budućnost II je takođe bio revolucionarni projekat studija za vizuelne efekte Industrial Light & Magic (ILM): Pored digitalnog komponovanja, ILM je koristio sistem kamera za kontrolu pokreta „VistaGlide”, koji je glumcu omogućio da istovremeno tumači više likova na ekranu bez žrtvovanja kretanja kamere.
Film je realizovan 22. novembra 1989. godine. Isprva je dobio pomešane kritike od strane kritičara i zaradio 336 miliona dolara širom sveta, što ga čini trećim filmom iz 1989. po zaradi. Prijem filma se popravio tokom godina, dok su gluma, priča, režija, kinematografija, muzika i predviđanja bili pohvaljeni. Neki kritičari ga smatraju jednim od Zemekisovih najboljih filmova, kao i jednim od najboljih filmskih nastavaka svih vremena.

## Radnja
Dana 26. oktobra 1985, dr Emet Braun stiže u vremenskoj mašini DeLorean i nagovara Martija Mekflaja i njegovu devojku Dženifer Parker da otputuju u budućnost sa njim i pomognu njihovoj budućoj deci, dok Bif Tanen svedoči njihovom odlasku. Oni stižu u 21. oktobar 2015. godine, gde Dok elektronski onesposobljava Dženifer i ostavlja je onesvešćenu u uličici, objašnjavajući da ona ne bi trebalo da ima previše znanja o budućim događajima. On nagovara Martija da se predstavlja kao sopstveni sin Marti Mlađi, koji veoma liči na njega, i da odbije ponudu da učestvuje u pljački sa Bifovim unukom Grifom, i tako spasi Martija Mlađeg od hapšenja.
Marti zamenjuje mesta sa Martijem Mlađim i odbija Grifovu ponudu, ali Grif uvodi Martija u borbu i usledi potera haverbordima. Grif i njegova banda su uhapšeni, tako spašavajući Martijevu buduću decu. Pre nego što se ponovo pridružio Doku, Marti je kupio almanah koji sadrži rezultate glavnih sportskih događaja od 1950. do 2000. godine. Dok ga otkriva i upozorava Martija na štetu od zarađivanja novca zbog putovanja kroz vreme. Pre nego što Dok može adekvatno da se reši almanaha, prekida ih policija, koja je utvrdila da je Dženifer onesposobljena i odvodi je njenoj kući u 2015. godini. Oni odlaze za njom, kao i stariji Bif, koji je čuo njihov razgovor i pronašao odbačeni almanah.
Dženifer se budi u svom domu iz 2015. godine i krije se od porodice Mekflaj. Ona čuje da život nje u budućnosti sa Martijem nije onakav kakav je očekivala, zbog njegove automobilske nesreće. Ona svedoči razgovoru budućeg Martija i njegovog kolege Daglasa Nidlsa, kojim ga ovaj navlači na sumnjiv posao, što rezultira Martijevom otkazom. Dženifer pokušava da pobegne iz kuće, ali se onesvesti nakon što naiđe na sebe iz 2015. godine. Dok je Marti i Dok odvode, Bif krade vremensku mašinu kako bi dao almanah sebi u prošlosti, a zatim se vraća u 2015. godinu. Marti, Dok i onesvešćena Dženifer se vraćaju u 1985, nesvesni Bifovih postupaka. Ostavljaju Dženifer na tremu njene kuće.
Godina 1985. u koju su se vratili dramatično se promenila, Bif je sada jedan od najbogatijih i najkorumpiranijih ljudi u zemlji. Pretvorio je Hil Vali u haotičnu distopiju, potajno je 1973. ubio Martijevog oca Džordža i primorao Martijevu majku Lorejn da se uda za njega. Dok je takođe predat mentalnoj bolnici. Dok zaključuje da je Bif iz 2015. godine uzeo vremensku mašinu kako bi svom mlađem sebi predao almanah, a Marti od alternativnog Bifa iz 1985. saznaje da ga je dobio 12. novembra 1955. godine. Bif pokušava da ubije Martija, ali Marti uspeva da pobegne i putuje u 1955. sa Dokom.
Marti potajno prati Bifa iz 1955. i gleda ga kako prima almanah od sebe iz 2015. godine. Marti ga zatim prati na srednjoškolski ples, vodeći računa da izbegne prekidanje događaja iz svoje prethodne posete. Posle nekoliko besplodnih pokušaja, Marti konačno dobija almanah, ostavljajući Bifa da se zabije u kamion za stajsko đubrivo. Marti spaljuje almanah, poništavajući promene vremenske linije koju je izazvao, dok Dok lebdi iznad njega u vremenskoj mašini. Pre nego što mu se Marti pridruži, grom pogađa DeLorean, koji nestane. Kurir Vestern Union-a stiže odmah nakon toga i Martiju isporučuje pismo staro 70 godina, u kome Dok objašnjava da ga je udar groma odveo u 1885. godinu. Marti trči nazad u grad kako bi pronašao Doka iz 1955. godine, koji je upravo pomogao Martiju da se vrati u 1985. godinu. Šokiran iznenadnim Martijevim ponovnim pojavljivanjem, Dok se onesvešćuje.

## Uloge
| Glumac                           | Uloga                |
| -------------------------------- | -------------------- |
| Majkl Džej Foks                  | Marti Mekflaj        |
| Majkl Džej Foks                  | Marti Mekflaj Mlađi  |
| Majkl Džej Foks                  | Marlin Mekflaj       |
| Kristofer Lojd                   | dr Emet „Dok” Braun  |
| Lea Tompson                      | Lorejn Bejns-Mekflaj |
| Tomas F. Vilson                  | Bif Tanen            |
| Tomas F. Vilson                  | Grif Tanen           |
| Elizabet Šu                      | Dženifer Parker      |
| Džejms Tolkan                    | Džerald Striklend    |
| Džefri Vajsman                   | Džordž Mekflaj       |
| Krispin Glaver (arhivski snimci) | Džordž Mekflaj       |
| Fli                              | Daglas Nidls         |
| Bili Zejn                        | Meč                  |
| Kejsi Semaško                    | 3-D                  |
| Džejson Skot Li                  | Vajti                |
| Elajdža Vud                      | Dečak na video igri  |

## Napomene
1. ↑  Što je prikazano na kraju filma Povratak u budućnost.
2. ↑  Što je prikazano u nastavku Povratak u budućnost III.

## Spoljašnje veze
- Zvanični sajt Архивирано на веб-сајту  (1. децембар 2017) (jezik: engleski)
- (jezik: engleski)
- Povratak u budućnost II na sajtu  (jezik: engleski)
- Povratak u budućnost II na sajtu  (jezik: engleski)